# Peking University Gymnasium
La Peking University Gymnasium è un'arena al chiuso situata nella parte sud-ovest della Università di Pechino a Pechino, in Cina. È stata completata nell'agosto 2007 per i Giochi della XXIX Olimpiade, in cui ha ospitato gli eventi del tennis da tavolo.
La palestra è grande 26 900 m², ha 6 000 posti a sedere permanenti e 2 000 posti a sedere temporanei.
Durante la mattina del 2 luglio 2007 nella palestra è scoppiato un incendio durante lavori di saldatura, fortunatamente senza nessun ferito. Il fuoco è stato spento subito e la costruzione continuò, anche se il completamento subì dei ritardi.